# Impasse de Joinville
Impasse de Joinville är en enskild återvändsgata i Quartier de la Villette i Paris nittonde arrondissement. Gatan är uppkallad efter François av Orléans, prins av Joinville (1818–1900). Impasse de Joinville börjar vid Avenue de Flandre 106.

## Omgivningar
- Saint-Jacques-Saint-Christophe
- Rue de l'Ourcq
- Rue Émélie
- Rue Gresset

## Bilder
| - François av Orléans, prins av Joinville. - Gatuskylt. - Saint-Jacques-Saint-Christophe. |

## Kommunikationer
- Tunnelbana – linje  – Crimée
- Busshållplats Crimée – Paris bussnät

### Webbkällor
- ”Impasse de Joinville”. Mairie de Paris. https://web.archive.org/web/20160303185311/http://www.v2asp.paris.fr/commun/v2asp/v2/nomenclature_voies/Voieactu/4878.nom.htm. Läst 22 januari 2024.
- ”Impasse de Joinville (19ème arrondissement)”. Les rues de Paris. https://web.archive.org/web/20160409121915/http://www.parisrues.com/rues19/paris-19-impasse-de-joinville.html. Läst 22 januari 2024.